# Liyana Jasmay
Liyana binti Jasmay (nacido el 28 de marzo de 1988) es una actriz y cantante de Malasia. Ella es originaria de Kuantan.

## Filmografía
- Castello (2006)
- Syaitan (2007)
- Papadom (2009)
- Histeria (2008)
- KAMI (2008)
- Malaikat Maut (2009)
- Gadoh (2009)
- Duhai Si Pari-pari (2009)
- Niyang Rapik (2010)

## TV
- Laila Sari (2009)
- Puaka Niyang Rapik (2008)
- KAMI (2007)
- Cinta Si Rempit (2007)